# フォンク
フォンク（Phonk）は、1990年代のメンフィス・ラップから直接影響を受けた音楽のジャンルである。主に、ヴィンテージのラップボーカルや、チョップド・アンド・スクリュードと呼ばれる編集技法、1990年代初頭のヒップホップやジャズ、ファンクのサンプルを用いることが特徴である。
フォンクは様々なサブジャンルに派生しており、2010年代後半には、ロシアを中心に「ドリフト・フォンク」と呼ばれるサブジャンルが登場した。このスタイルは、カウベルの多用、攻撃的なベースライン、より速いテンポなどを特徴とする。TIktokやYoutubeなどといったインターネットを通じて広く人気を集め、現代インターネット音楽の有力ジャンルとなっている。

## 特徴
フォンクは、1990年代のメンフィス・ラップなどに直接的に影響を受けており、古いメンフィス・ラップのボーカルや、1990年代初頭のヒップホップのサンプルが使用されることを特徴とする。これらはしばしば、ジャズやファンクのサンプルと組み合わせて用いられる。また、よりダークなサウンドを生み出すために、「チョップド・アンド・スクリュード」と呼ばれる制作技法が主に使用される。とりわけ、トラップ、ファンク、ジャズの要素を取り入れ、サンプリングの多用、ローファイなサウンド、そして比較的遅いBPM（60-70）が、一般的なフォンクである。
近年では、いわゆる「アニメ系」や「オタク系」等との親和性が強く見られるようになっており、日本のアニメ・漫画作品などを用いたサムネイルやMVが頻繁に使用されることも特徴の一つとなっており、フォンクはインターネット音楽としての側面がより強調されている。
フォンクの特筆すべき点として、特定の地域的な「シーン」に根付いていないことが挙げられる。フォンクは、ヒップホップやエクスペリメンタル・ポップから派生したサブジャンルを強調するオンラインプラットフォーム、SoundCloud自体に結び付けられているのが特徴である。

## 歴史
フォンクは、1990年代半ばのアメリカ南部におけるトラップ・ミュージックの流れから着想を得て誕生した。DJスクルー、X-Raided、DJスパニッシュ・フライ、DJスウィーキー、そしてスリー・6・マフィアなどのアーティストやグループが、このジャンルの基礎を築く上で重要な役割を果たした。特にヒューストンで生まれた「チョップド・アンド・スクリュード」は、フォンクの前身と見なされている。その後、SpaceGhostPurrpやLil Ugly Maneといったアーティストが、2010年代初頭にフォンクという形でこのサウンドを再び注目させた。
「フォンク」という言葉を広めたのはSpaceGhostPurrpであり、彼は「Pheel tha Phonk」「Bringin' tha Phonk」「Keep Bringin' tha Phonk」などの楽曲や、2012年のデビューアルバム『Mysterious Phonk: Chronicles of SpaceGhostPurrp』などを発表した。インタビューにおいて、彼は「phonkはfunkのスラングである」と説明しており、Gファンクの音楽ジャンルを参照している。さらに、Ryan CelsiusなどのYouTubeチャンネルもジャンルの普及に寄与した。フォンクのプロデューサーたちはアンダーグラウンドでこのサウンドを推し進め、2010年代半ばにはジャンルとして大きな広がりを見せるようになった。
2017年末までに、フォンクは「荒々しく、ダークで、メンフィス志向のサウンド」から変化し、より現代的なボーカルや、ジャズやクラシック・ヒップホップの要素を取り入れるようになった。この系統のフォンクはCelsiusによって「レア・フォンク」とも呼ばれ、「よりクリーンで、ほぼメインストリームのトラップサウンド」に近いものとされている。2016年から2018年にかけて、フォンクはSoundCloudで最も再生されたジャンルの一つとなり、ハッシュタグ「#phonk」も毎年トレンド入りしていた。

## サブジャンル

### ドリフト・フォンク
ドリフト・フォンクは、2010年代後半にロシアで誕生したフォンクのサブジャンルである。高いベース、TR-808系のカウベル、歪んだサウンドの使用が特徴であり、サンプルとして使われる歌詞が判別できなくなることも多い。ドリフト・フォンクの楽曲は、一般的なフォンクよりもテンポが速い傾向がある。ドリフト・フォンクは、ウエイトリフティング、ドリフト走行、アニメ、格闘技、ストリートレース、エクストリームスポーツ、軍事動画などに関する動画でよく使用されている。ジャンルは2020年にTikTokで急速に人気を集めた。主要な作曲者の多くは、ロシア、ウクライナ、ベラルーシ、その他の東欧諸国出身であることから、スラヴ・フォンクなどとも呼ばれる。
TikTokでドリフト・フォンクが人気になると、フォンク本来のジャンルを上回る認知度を獲得し、「フォンク」という言葉はドリフト・フォンクを指す場合が多くなった。ロシアでジャンルが流行したことを受け、Spotifyは2021年5月に公式のフォンク・プレイリストを公開し、その内容はほぼドリフト・フォンクの楽曲で構成されていた。このサブジャンルの初期楽曲のひとつとして、Kaito Shomaによる2016年リリースの「Scary Garry」が挙げられる。

### フォンク・アウトモチーボ
フォンクは、しばしばブラジル・ファンクのサブジャンルである「フォンク・アウトモチーボ」と混同されることがある。国外では誤って「ブラジリアン・フォンク（Brazilian phonk）」と呼ばれることもあるが、これはソーシャルメディアでの人気と拡散によるものである。ブラジル国内で人気があり、フォンクの要素とブラジル特有の文化的要素が融合している。